# Bank Hall

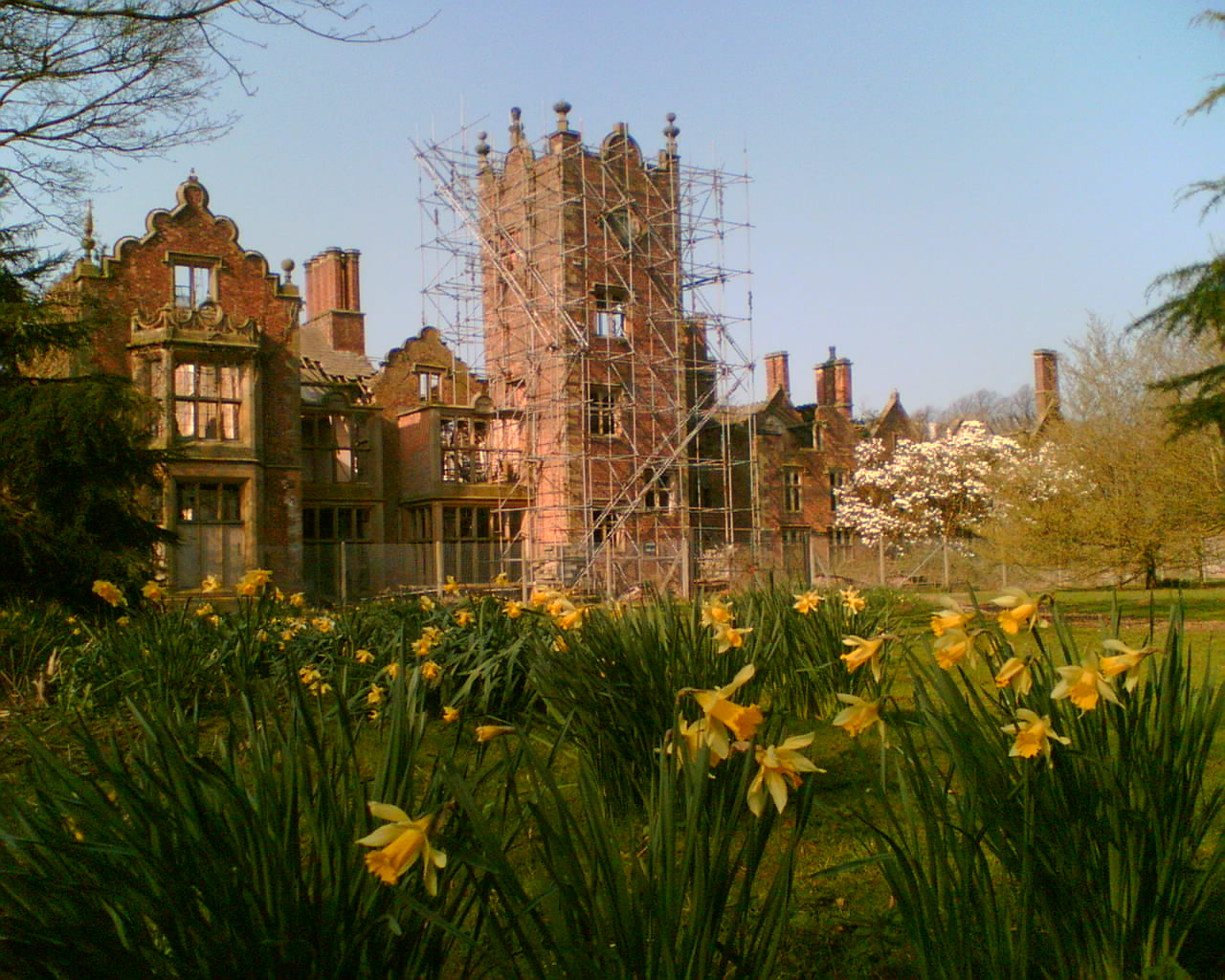
Narzissen auf dem Tower Lawn in Bank Hall mit Blick auf die Südfassade des Landhauses

Bank Hall ist ein Landhaus im jakobinischen Stil in Bretherton in Lancashire. Das Haus wurde von English Heritage als historisches Gebäude II. Grades eingestuft. Es wurde 1608 an Stelle eines älteren Hauses von der Familie Banastre, die dort „Lords of the Manor“ waren, erstellt. Im 18. und 19. Jahrhundert Bank Hall erweitert. Anbauten entstanden 1832–1833 für George Anthony Legh Keck nach den Plänen von George Webster.
Legh Keck verstarb 1860 und so ging das Landhaus an Thomas Powys, 3. Baron Lilford, über. Die Einrichtung wurde 1861 versteigert und das Landhaus als Feriensitz genutzt. Später wurde es vermietet. Im Zweiten Weltkrieg nutzten die Royal Engineers es als Basis. Nach dem Krieg wurde das Anwesen an die Lilfords zurückübertragen. Deren Grundstücksverwaltung zog in den Ostflügel ein und blieb dort bis 1972. Seitdem steht das Haus leer. 1969 wurde auf dem Anwesen der Film The Haunted House of Horror gedreht.
In der Folge wurde das Landhaus von Eindringlingen verwüstet und verfiel zusehends. 1995 gründete man die Bank Hall Action Group, um öffentliches Interesse auf das Anwesen zu lenken, Spenden für die Restaurierung zu sammeln, Veranstaltungen auszurichten und den verwilderten Garten in Ordnung zu bringen. 2003 wurde Bank Hall eine Folge der britischen Fernsehserie Restoration gewidmet. Seit 2006 laufen Planungen der Bank Hall Action Group und von Urban Splash, das Landhaus in Appartements umzuwandeln, wobei die Gärten, die Eingangshalle und der Uhrenturm öffentlich zugänglich gemacht werden sollten. Der Heritage Trust for the North West (HTNW) plant die Restaurierung der Pflanzschuppen und des umfriedeten Gartens.

## Geschichte
Jahrhundertelang war Bank Hall das Landhaus der Banastres, Lords of the Manor, die vom Normannen Roger de Banastre abstammten, der um 1164 die Motte in Prestatyn baute. 1167 flohen die Banastres, als Owain Gwynedd, Prinz von Nordwales, die Burg zerstörte, nach Cheshire und Lancashire.
1315 führte Sir Adam Banastre, der weitläufige Ländereien in anderen Landesteilen besaß, die Banastre Rebellion gegen Thomas Plantagenet, 2. Earl of Lancaster, und wurde schließlich in Charnock Richard geköpft, als die Rebellion fehlschlug.
Ein Gebäude aus der Zeit Elisabeth I. wird auf Christopher Saxtons Landkarte von 1579 gezeigt. 1608 zerstörten die Banastres das alte Gebäude und errichteten den ersten Bauabschnitt des heutigen Landhauses. Es entstand im jakobinischen Stil mit einem rechteckigen Grundriss, zwei Räumen im Osten, einem Raum und dem Treppenhaus im Westen und dem Rittersaal in der Mitte, in dem eine Holzverblendung und einen offenen Kamin angebracht sind. Möglicherweise gab es an Stelle des heutigen Ostflügels und auch an anderen Stellen hölzerne Gebäudeteile, die im Zuge der Erweiterung des Landhauses entfernt wurden. Laut Eintrag in die Liste der Herdsteuern von 1666 hatte die Bank Hall 12 Herde von den insgesamt 99 in Bretherron.
Der letzte Banastre, Christopher, der 1670 Sheriff von Lancashire war, starb 1690 und hinterließ zwei Töchter. Die ältere, Anne, die mit Thomas Fleetwood verheiratet war, erbte das Anwesen. Dieser plante die Entwässerung des umliegenden Sumpflandes. 1692 machte er den ersten, untauglichen Versuch, den Martin Mere zu entwässern. 1714 wurde der Entwässerungsgraben verbessert und Fluttore hielten das Hochwasser zurück. Ihre Tochter, Henrietta Maria, heiratete Thomas Legh aus Lyme Park und so ging das Anwesen auf die Familie Legh über. 1719 stiftete Maria Legh Bauland an die St. Mary's Church in Tarleton.

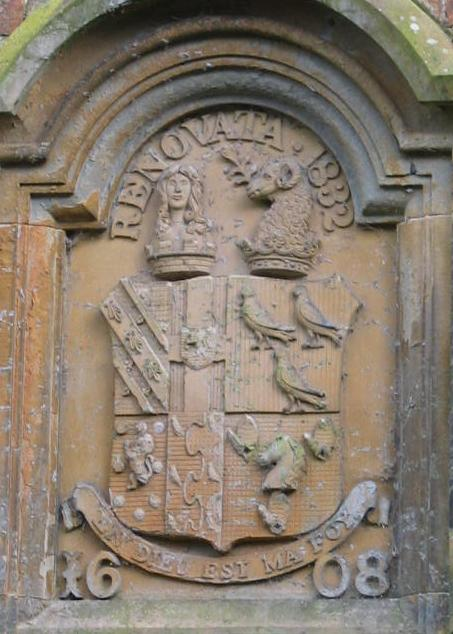
Wappen der Legh Keck über dem Eingang von Bank Hall

George Anthony Legh Keck zog von seinem bisherigen Sitz Stoughton Grange in Leicestershire nach Bank Hall um, als er das Anwesen erbte. Er war der letzte Besitzer, der dort auch wohnte, und beauftragte einen Architekten aus Kendal, George Webster, das Landhaus in den Jahren 1832–1833 zu erweitern. Legh Keck sammelte ausgestopfte Vögel und andere Tiere sowie Hörner von Tieren aus der ganzen Welt. Er hatte eine Sammlung von Statuetten und Figurenformen des Bildhauers Antonio Canova.
Im April 1861, ein Jahr nach dem Tod von Legh Keck, wurde der gesamte Inhalt des Anwesens versteigert. Ein Auktionskatalog, in dem die Objekte nach Räumen aufgelistet sind, ist bis heute erhalten. Landhaus und Anwesen fielen an Legh Kecks Schwager, Thomas Littleton Powys, 4. Baron Lilford, dessen Familiensitz Lilford Hall in Northamptonshire war. Bank Hall diente den Lilfords bis 1899 als Feriensitz. Das Anwesen blieb bis heute Teil der Ländereien der Lilfords und wurde von einem Makler namens Acland Bracewell in Tarleton verwaltet.

### Pächter
Edward Crippen, Eigentümer eines Kohlebergwerks, wohnte von 1891 bis zu seinem Tod im Februar 1892 in Bank Hall. 1899 zog Sir Harcourt Everard Clare, Angestellter des Lancashire County Council, mit seiner Familie in das Landhaus ein und richtete Gartenpartys aus. Der indische Cricketspieler Ranjit Singh besuchte ihn in den 1920er-Jahren. König Georg V. machte auf seiner Reise durch Lancashire im Jahre 1913 in Bank Hall Station, um die Clares und ihre Angestellten zu begrüßen. Lieutenant Colonel Sir Norman Seddon-Brown, Eigentümer einer Baumwollmühle, und seine Familie lebten in dem Landhaus vom Ende der 1920er-Jahre bis zu ihrem Umzug nach Escowbeck 1938. Der Aga Khan III. soll Bank Hall ebenfalls besucht haben.
Im Zweiten Weltkrieg waren die Royal Engineers in Bank Hall einquartiert. Im Nordostflügel, in dem das Kesselhaus, ein Schuppen, die Wäscherei, die Milch- und Käseräume, ein Mangelraum, das Brauhaus und das Waschhaus um einen zentral gelegenen Hof untergebracht waren, wurde abgebrochen. Die Munitionsüberwachungskarte von 1928 zeigt zwei Gewächshäuser und drei Gebäude im umfriedeten Garten. Im früheren Hof wurden ein Teich und ein betonierter Fahrweg angelegt. Die Armee baute Nissenhütten in den Garten- und Parkanlagen, von denen noch bis heute Überreste zu sehen sind. Nach dem Krieg wurde das Anwesen an die Familie Lilford zurückgegeben, die bis 1972 ihre Grundstücksverwaltung hatten. 1974 wurde ein Bauantrag für die Umwandlung des Landhauses und der angeschlossenen Ländereien in einen Country Club gestellt, wurde dann aber zurückgewiesen, damit die historischen Parks und die Architektur nicht beschädigt wurden. 1991 wurde ein Antrag auf den Abbruch von historischen Gebäudeteilen gestellt zu Sicherungszwecken gestellt, dann aber zurückgezogen.

## Architektur

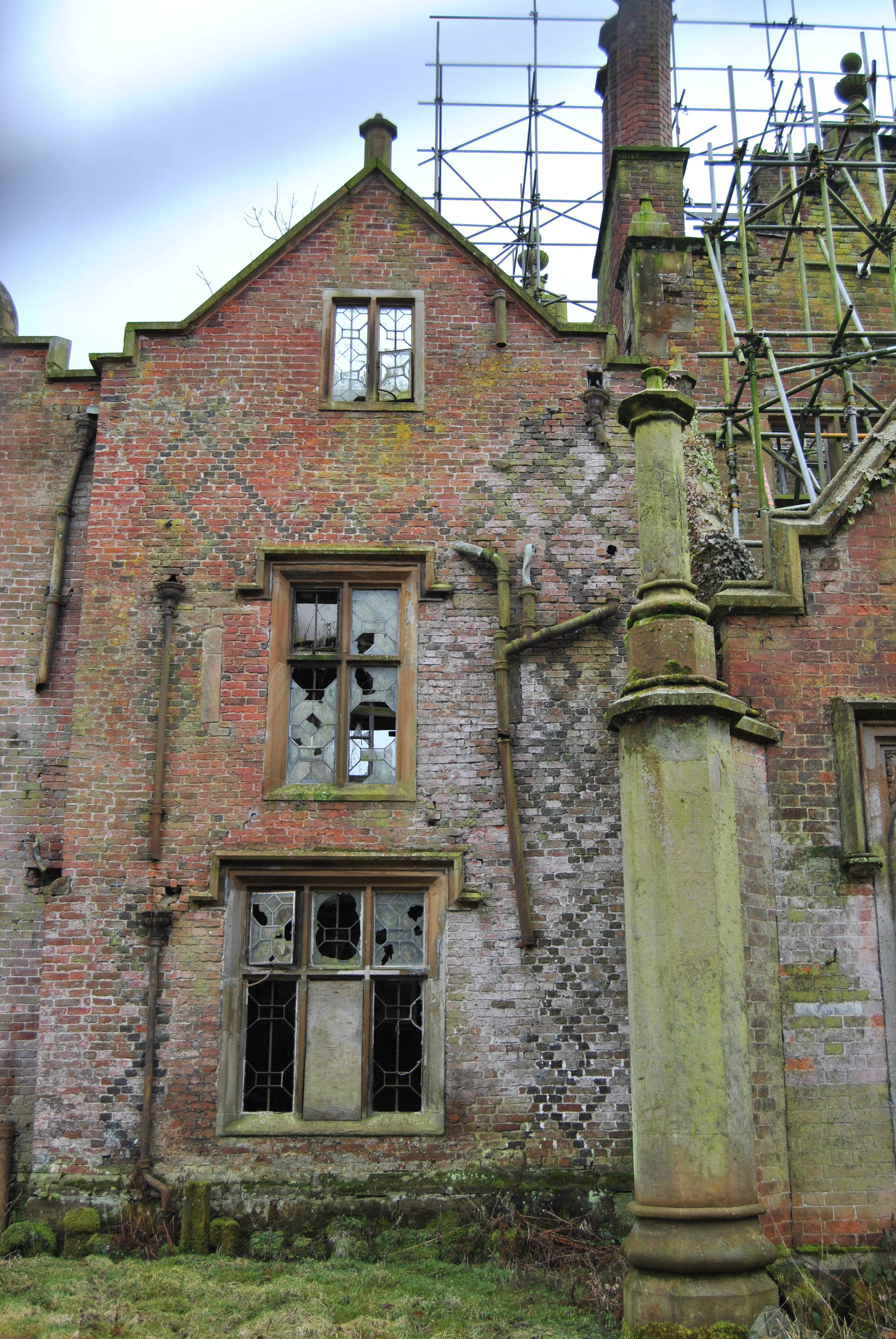
Damasziertes Wandmosaik an der Nordfassade von 1608

Bank Hall, das 1608 im jakobinischen Stil errichtet wurde, ist ein Ziegelbau mit drei Geschossen, Volutengiebeln und einem quadratischen Turm in der Mitte der Südfassade. An einer Giebelwand sieht man heute noch Reste des damaszierten Wandmosaiks. Das Landhaus wurde 1832–1833 vom Architekten George Webster restauriert und erweitert. Er baute einen neuen Flügel an der Westfassade und eine Terrasse an der Nordseite an, gestaltete die Fenster der an der Nordfassade von 1608 neu, deckte das Haus mit blauem, cumbrischen Schiefer und brachte Steinverzierungen an den Wänden an. Webster führte die Veränderungen behutsam und passend zu einem Gebäude im Stil des 17. Jahrhunderts aus, aber man sieht den Unterschied in der Farbe des Ziegelmauerwerks und in der Klarheit der Details. Die meisten Fenster wurden bei der Restaurierung ausgetauscht und zwei Erker im italienischen Stil an der Südfassade angebracht, die deren Erscheinungsbild veränderten.
Der 18 m hohe Uhrenturm wurde zwischen 1660 und 1665 errichtet und 1832–1833 neu gestaltet. Der Turm, der ein originales, freitragendes Treppenhaus mit Balustrade in Eiche enthält, ist das wichtigste architektonische Element der Südfassade. Der in Ziegelbauweise erstellte Turm hat vier Ecksteine und das Treppenhaus besitzt acht originale Steinkreuzfenster mit Ajimez, Oberlichten und Verdachungen in unregelmäßigen Abständen und auf unterschiedlichen Ebenen, die achteckig bleiverglast waren. An der Südfassade des Turmes befindet sich im obersten Geschoss eine Uhr, das Exemplar an der Nordfassade ging beim Einsturz der Nordostfassade in den 1980er-Jahren verloren. Die Zahnräder und Räder der Uhr wurden von John Alker hergestellt und die Brüstung des Turms weist Ornamente auf, die beim Umbau im 19. Jahrhundert angebracht wurden.
Zu den dekorativen Elementen zählen auch die verschwenderischen Steinornamente und Kreuzblumen an den Erkern des Westflügels und falsche Fenster an der Kaminwand der Küche. Das Familienwappen von Legh Keck ist in den Stein oberhalb der vorderen Terrasse geschnitten und zwei grüne Männer beidseits der Türen. Weitere Elemente der Renovierung von 1832–1833 sind Legh Kecks Initialen G.A.L.K. und die Jahreszahl 1833 an den Erkern im italienischen Stil. Es gab einst gusseiserne Schafsbockköpfe mit Lorbeerkränzen und Mädchenköpfe am Gebäude. Die bleiernen Regentrichter sind mit den obengenannten Initialen verziert und an den Turmbrüstungen sind Statuen angebracht. Die Kamine sind rautenförmig, während andere einen quadratischen Grundriss besitzen, und die im Westflügel sind achteckig. Die Turmuhren haben eine Lilie an jeder Ecke des Zifferblattes, die wohl vom Familienwappen der Bannastre stammen.
Das Landhaus besaß einst zwei 3,7 m große Betonstatuen (vermutlich mit gotischem Blumenmuster und Symbolen aus dem Wappen der Legh Keck am Sockel) an der vorderen Terrasse, die zerstört wurden, sowie eine Sonnenuhr, die ebenfalls verloren ging. Die beiden Löwenstatuen von der Atherton Hall, die an der vorderen Terrasse aufgestellt waren, wurden zu den Büros der Lilford-Grundstücksverwaltung in Tarleton umgesetzt.

## Inneneinrichtung
Über den Zustand der Innenräume vor der Renovierung in den Jahren 1832 und 1833 weiß man wenig. Damals wurde der Rittersaal in eine Eingangshalle mit Marmorfußboden und ein Esszimmer mit offenem Kamin aufgeteilt. Ein Raum im Erdgeschoss des Nordflügels war mit Eichenpaneelen aus dem nahegelegenen Carr House verkleidet. Es gab einen offenen Kamin aus dem 17. Jahrhundert in einem der Schlafzimmer im 1. Stock, in dessen Kaminsims ein Pfau eingeschnitten war, der dem Pfau auf den Delfter Kacheln des offenen Kamins glich. Weitere Delfter Kacheln fand mit im Schutt, der im Haus lag. Der Salon besaß eine 4,9 m hohe Decke mit verschwenderischem Stuck (von dem ein kleiner Teil bis heute überlebt hat) und einen Parkettboden. Im Studierzimmer im hinteren Teil des Erdgeschosses im Westflügel fand man Bücherregale und einen offenen Kamin, der unter den Resten der eingestürzten Decke lag. Die holzverkleideten Innenfensterläden dieses Raumes haben in ihren Gehäusen überlebt. Die Keller unter dem Westflügel haben ebenfalls bis heute überlebt. Unter dem Ostflügel gab es auch Kellerräume, aber man weiß heute nicht mehr, wo der Eingang war. Im Westflügel lebte die Familie und im Ostflügel das Gesinde.
Legh Keck sammelte Skulpturen und Antiquitäten; der Rittersaal war mit türkischen Teppichen und Intarsienmöbeln aus Eiche und Mahagoni aus dem 17. Und 18. Jahrhundert ausgestattet, Geweihe und Tierköpfe aus der ganzen Welt und Familienporträts aus dem 17. Jahrhundert hingen an den Wänden. Zahlreiche Wedgwood-Stücke wurden nach dem Tod von Legh Keck 1861 verkauft, um die Beerdigungskosten zu begleichen.

## Bauzustand

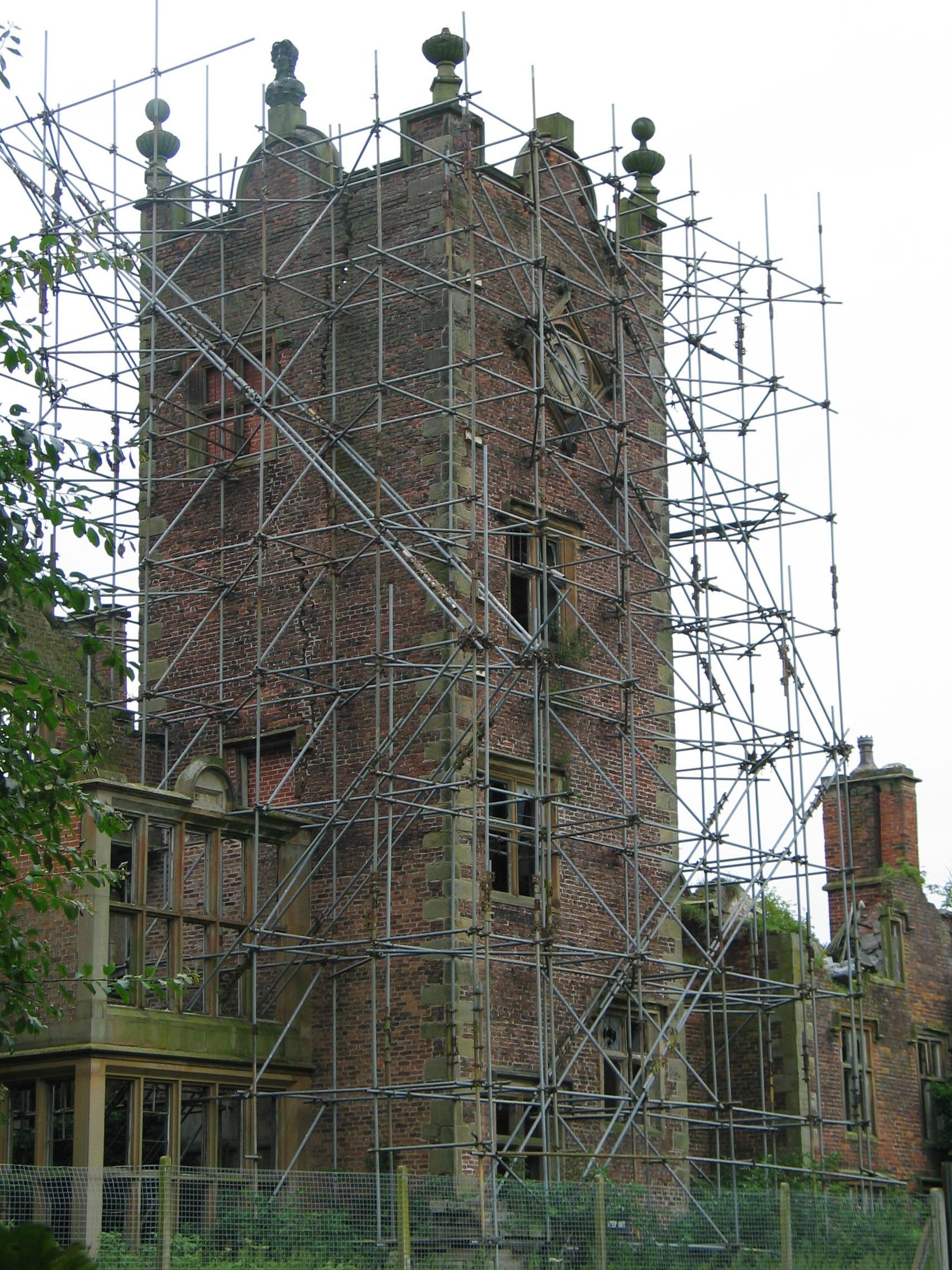
Uhrenturm (2008)

Das Gebäude wurde von Eindringlingen verwüstet und verfiel, weil Teile des Bleidaches gestohlen wurden. Anfang der 1980er-Jahre stellte die Lilford-Gruppe einen Bauantrag zum Umbau von Haus und Anwesen in einen Country-Club mit Golfplatz, hatte aber keinen Erfolg damit. Ein großes Wandgemälde im Salon wurde in den 1980er-Jahren zerstört, als das Dach des Westflügels einstürzte.
1952 wurde Bank Hall von English Heritage in die Liste der historischen Gebäude als II. Grad aufgenommen. 2002 gehörte das Landhaus zu den 22 % der Gebäude im Vereinigten Königreich, die stark von weiterem Verfall oder dem Verlust von Bausubstanz bedroht waren. und befand sich im Heritage-at-Risk-Register als in sehr schlechtem Zustand und Priorität B zur Restaurierung und zum Erhalt. 2010 war das Haus in ruinösem Zustand. Das Dach des Westflügels und die Nordostecke des Uhrenturms waren Anfang der 1980er-Jahre eingestürzt, wobei das Zifferblatt einer Uhr und Dreiviertel der Statuen an der Bewehrung verlorengingen. 2001 gab es einen Zuschuss aus dem Programm für historische Bauten, um strukturelle Arbeiten am Turm durchzuführen. Drei der dekorativen Ecktürmchen konnten bleiben, aber die Westfassade hat einen Riss, der durch das 2002 im Rahmen von durch die Action Group und English Heritage finanzierten Notreparaturen aufgestellte Gerüst zusammengehalten wird. Damals wurden die Reste des Uhrenmechanisums entfernt und die herabgefallenen Statuen und die Teile des Zifferblattes in ein Lager gebracht. 2006 brach ein Wassertank vom Dachgeschoss durch die Decken des ältesten Teils des Bauwerkes und verursachte Schäden am Dach, einem Giebel und den darunterliegenden Räumen. Am 26. Juli 2007 wurde Bank Hall in den BBC Breakfast News als eines der 16 Gebäude im Vereinigten Königreich benannt, die sofortige Notreparaturen benötigten. Ein freitragendes Eichentreppenhaus steht noch an der Stelle im Turm, wo 2008 ein Teil des Treppenhauses der Südfassade zusammenbrach, aber keinen Schaden an der Balustrade verursachte.
2008 wurden die meisten Dachschindeln entfernt, um dem Einsturz weiterer Giebel durch den Druck auf die Wände vorzubeugen. Drei Magnolienbäume wachsen aus den Fundamenten des Ostflügels, der zwei Giebel verloren hat, und bedecken das Äußere. Im Ostflügel findet sich ein Raum im Erdgeschoss, der keine Fenster mehr hat, eine Betondecke und eine Stahltür, die nicht mehr geöffnet wurde, seit die Büros der Grundstücksverwaltung 1972 geschlossen wurden. Im September 2010 verursachte ein Einsturz im Westflügel weiteren Schaden am Treppenhaus von 1832. Die Räume über dem Wohnzimmer wurden beim Einsturz des Daches und der Wand zerstört und die Rückwand des Salons stürzte teilweise ein. English Heritage beurteilte die Schäden als bedenklich und forderte die Durchführung von Arbeiten an der Struktur des Gebäudes, um weitere Einstürze zu verhindern. Im November 2011 demontierten vom Heritage Trust for the North West beauftragte Baufirmen die Terrasse am Nordflügel, weil der Giebel einzustürzen drohte. 2012 entfernte man dekoratives Mauerwerk und zeigte es auf einer Ausstellung des HTNW in Nelson.

## Restaurierung
Die Bank Hall Action Group (seit 2012 Friends of Bank Hall) wurde 1995 mit dem Fernziel der Restaurierung von Bank Hall gegründet. 2003 wurden die Kosten einer Restaurierung auf £ 3 Mio. (ca. € 3,87 Mio.) geschätzt. Urban Splash wurde eingeschaltet und entwarf 2006 einen Geschäftsplan mit Hilfe eines Zuschusses vom Heritage Lottery Fund. Urban Splash sah die Einrichtung von 12 Wohnungen im Landhaus und 23 Häusern in alten Obstgarten vor, während die Eingangshalle, der Uhrenturm und die Räume in den oberen Geschossen unter Ägide der Bank Hall Action Group für die Öffentlichkeit zugänglich sein sollten. Das Projekt wird £ 6 Mio. (ca. € 7,74 Mio.) Ertrag aus dem Verkauf der Häuser zuzüglich £ 1,5 Mio. (ca. € 1,94 Mio.) Zuschuss vom Heritage Lottery Fund kosten.
Ein Bericht von Urban Splash aus dem Jahre 2009 schlug einen Plan für den Innenausbau des Gebäudes vor. Nach einigen Verzögerungen wurde im Februar 2011 die Baugenehmigung erteilt. Am 14. Februar 2012 erhielt der Heritage Trust for the North West einen Zuschuss von £ 1,69 Mio. (ca. € 2,19 Mio.) zur Restaurierung von Bank Hall ab Ende 2012 vom Heritage Lottery Fund. Der HTNW hat eigene Pläne für einen Besuchereingang und einen Garten. Die Baugenehmigung zum Umbau des Pflanzschuppens und Gewächshauses in einen Besuchereingang, der separat finanziert werden sollte, wurde im Dezember 2011 erteilt. Weitere £ 50.000 (ca. € 64.700) wurden im September 2013 von der gemeinnützigen WREN zur Restaurierung des Uhrenturmes aufgebracht. Die Arbeiten begannen Ende 2014.

## Fronhof

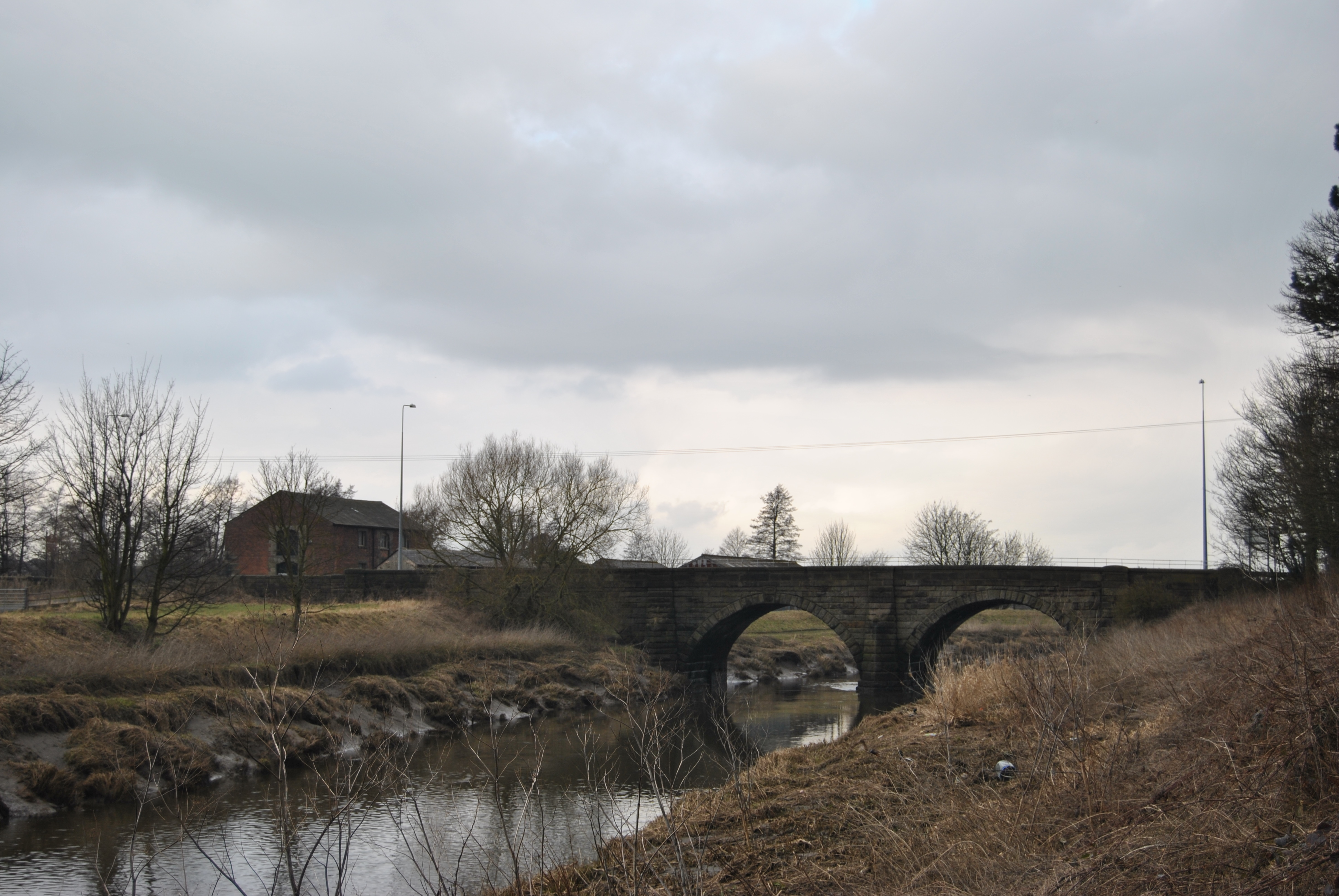
Bank Bridge und Lagerhaus 2010

Der Fronhof wird vom River Douglas durchflossen, dessen Uferbefestigung den Hochwasserschutz für das tiefer gelegene Land bildet. Der Leeds and Liverpool Canal verläuft nahe dem Fluss und über die Bank Bridge, die von English Heritage als historisches Gebäude Grad 2 geführt wird, verläuft die A59. Ein Lagerhaus, das ebenfalls als historisches Gebäude II. Grades gilt, liegt in der Nähe der Brücke.
Die Bank Lodge, an einer nicht mehr benutzten Zufahrtsstraße gelegen, gehört zum Fronhof und ist auf der Munitionsüberwachungskarte von 1928 verzeichnet.

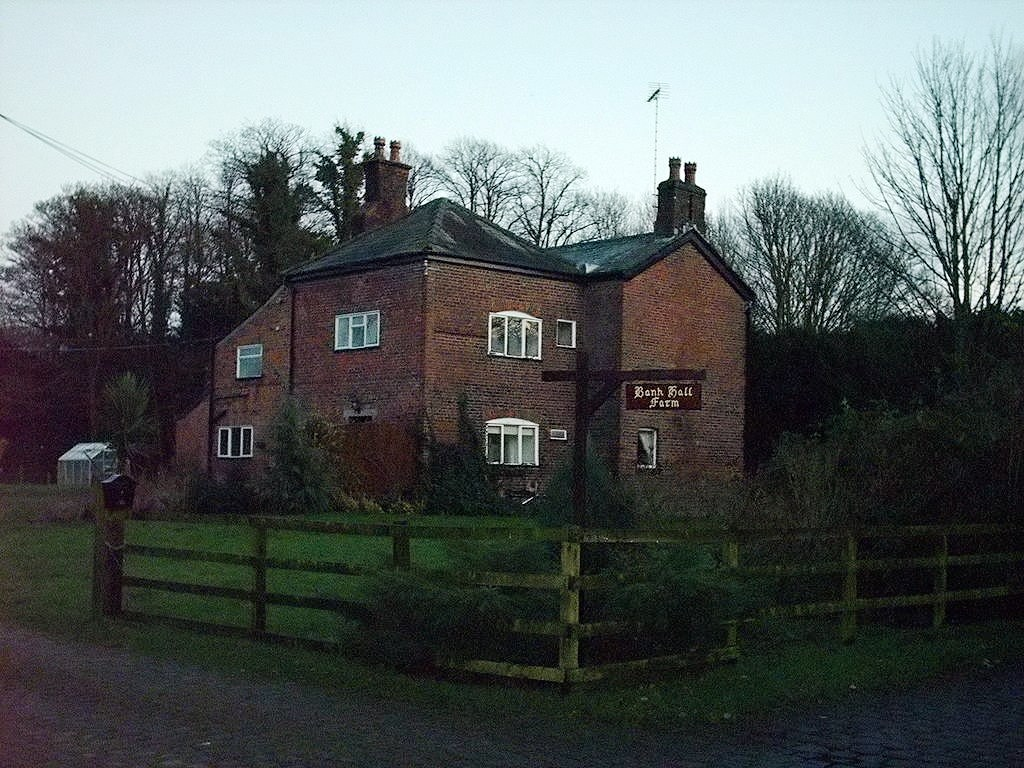
Bank Hall Farm 2006

Die Bank Hall Farm, deren elisabethanische, lange Scheune Anfang des 17. Jahrhunderts errichtet wurde, ist als historisches Gebäude II. Grades gelistet. Die Farm wurde Anfang des 19. Jahrhunderts erweitert und 2004 in Wohnungen umgewandelt. Zwischen den Scheunen und den Feldern lag ein Zimmerplatz. Büros der Grundstücksverwaltung, eine Schmiede und eine Remise waren auf der Farm untergebracht. Die Bank Hall Action Group nutzte die Remise und die Büros zeitweilig als Besucherzentrum.
An einem Feldweg, der von Linden gesäumt ist und Bank Hall mit Bretherton verbindet, liegen die Crossford Lodge, ein modernes, ebenerdiges Gebäude, und die Bretherton Lodge (auch New Lodge).
Die Bank Hall Windmill (Windmühle) wurde 1741 errichtet, ist ebenfalls ein historisches Gebäude II. Grades. und liegt zwischen der Bank Bridge und der Plocks Farm. Im Carr House, das 1613 von der Familie Stone errichtet wurde, wohnte Jeremia Horrocks, der erste Mensch, der im Jahre 1639 den Venustransit voraussagte und beobachtete.

## Gärten

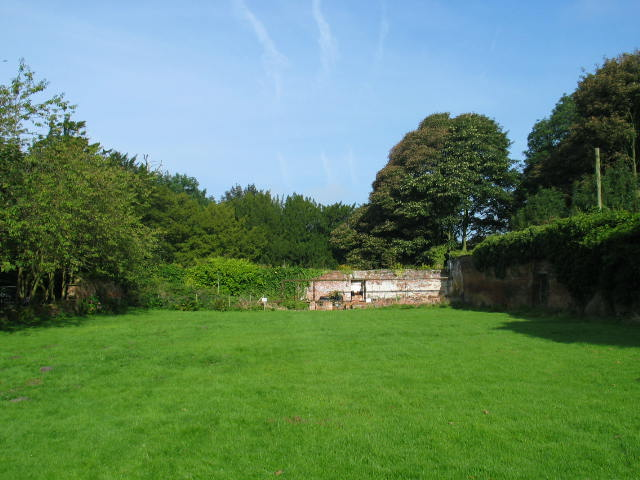
Umfriedeter Garten und Gewächshaus in Bank Hall (2009)

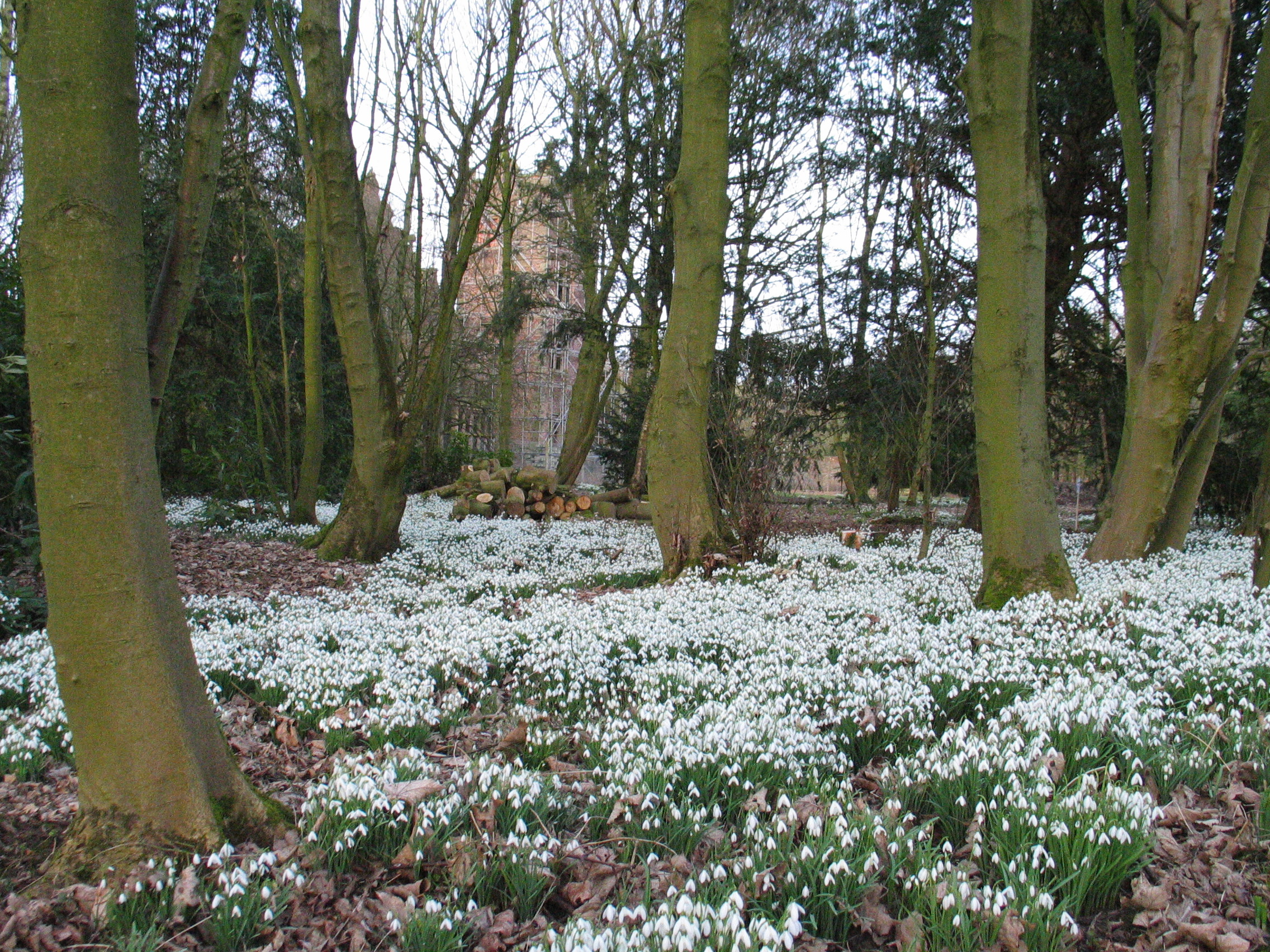
Schneeglöckchenteppich in Bank Hall (Februar 2009)

Bank Hall ist von 7,3 ha Gärten und Parks umgeben. Dazu gehört auch ein Arboretum, das von George Anthony Legh Keck geschaffen wurde. Von 1980 bis 1995 wurden die Gärten sich selbst überlassen und so überlebten einige Pflanzen. Schneeglöckchenteppiche, die den größten Teil der Gärten im Februar bedecken, wurden 2001 entdeckt, als eine kleine Fläche gejätet wurde. 2007 besuchte die britische Schneeglöckchengesellschaft die Gärten, die jedes Jahr Tausende von Besuchern angelockt hatten. Man findet auch verschiedene Arten von Narzissen, Hasenglöckchen und Schlüsselblumen.
Der älteste Baum, eine 550 Jahre alte Eibe, ist älter als das Landhaus und der größte Baum, ein Riesenmammutbaum, überragt den lichten Wald. Es gibt dort etliche Küstenmammutbäume und Exemplare von Metasequoia, Libanon-Zedern, Atlas-Zedern, Sumpfzypressen, Linden und Magnolien.
Ein Treibhaus wurde in den 1830er-Jahren für Elizabeth Legh Keck gebaut. Der umfriedete Garten, 1835 angelegt, beinhaltet ein Gewächshaus und Pflanzschuppen an der Nordmauer und eine beheizte Außenwand. Der Heritage Trust for the North West möchte ihn als Teil eines dreistufigen Projektes in einen historischen Garten umbauen. Ein Cricket-Feld und Tennisplätze lagen außerhalb eines Ha-Ha und waren über einen Tunnel aus Eiben zugänglich.

## Film und Fernsehen
Das Äußere des Landhauses wurde 1969 als Drehort für den Film The Haunted House of Horror genutzt. Landhaus und Gärten kamen in den Lokalnachrichten der BBC und der ITV sowie in Fred Talbots Wetterberichten ab 1995 vor. Die Notlage von Bank Hall wurde in der ersten Serie des BBC-Programms Restoration am 8. August 2003 aufgezeigt, als das Landhaus auf den zweiten Platz gewählt wurde. Die Pflanzschuppen und das Landhaus wurden in der Einleitung zur zweiten Serie des BBC-Programms Restoration 2011 erwähnt.